# Cycles of Pain
Cycles of Pain è il decimo album in studio del gruppo musicale brasiliano Angra, pubblicato nel 2023.

## Tracce
1. Cyclus Doloris – 0:46 (R. Bittencourt)
2. Ride into the Storm – 6:12 (testo: D.Ward – musica: F. Andreoli, R. Bittencourt, F. Lione, B. Valverde)
3. Dead Man on Display – 6:07 (testo: R. Bittencourt, F. Lione, D. Ward – musica: R. Bittencourt, F. Andreoli, F. Lione, M. Barbosa, B. Valverde)
4. Tide of Changes Part I – 1:16 (testo: R. Bittencourt, F. Lione – musica: F. Andreoli, F. Lione)
5. Tide of Changes Part II – 5:22 (testo: R. Bittencourt, F. Lione – musica: F. Andreoli, R. Bittencourt, F. Lione, B. Valverde)
6. Vida Seca – 5:11 (testo: F. Andreoli, R. Bittencourt – musica: F. Andreoli, R. Bittencourt, F. Lione, B. Valverde)
7. Gods of the World – 4:44 (R. Bittencourt)
8. Cycles of Pain – 5:09 (testo: R. Bittencourt, F. Lione) – musica: M. Barbosa, F. Lione, R. Bittencourt, F. Andreoli, B. Valverde)
9. Faithless Sanctuary – 6:44 (testo: R. Bittencourt, D. Ward – musica: F. Andreoli, R. Bittencourt, F. Lione, M. Barbosa, B. Valverde)
10. Here in the Now – 5:53 (testo: R. Bittencourt, F. Lione, D. Ward – musica: M. Barbosa, F. Lione, F. Andreoli, R. Bittencourt, B. Valverde)
11. Generation Warriors – 5:09 (testo: R. Bittencourt, D. Ward – musica: F. Andreoli, R. Bittencourt, F. Lione, M. Barbosa, B. Valverde)
12. Tears Of Blood – 5:35 (R. Bittencourt)

## Formazione

### Gruppo
- Fabio Lione - voce
- Marcelo Barbosa - chitarra
- Rafael Bittencourt - chitarra, percussioni e voce
- Felipe Andreoli - basso
- Bruno Valverde - batteria

### Altri musicisti
- Vanessa Moreno - Voce Solista (tracce 5, 10)
- Amanda Somerville - Voce Solista (traccia 12)
- Juliana D'Agostini - Pianoforte (traccia 12)

### Produzione
- Dennis Ward - produzione, mix, mastering
- Erick Pasqua - Copertina